# Schoening Peak
Schoening Peak är en bergstopp i Antarktis. Den ligger i Västantarktis. Chile gör anspråk på området. Toppen på Schoening Peak är 4 743 meter över havet.
Terrängen runt Schoening Peak är huvudsakligen mycket bergig. Trakten är obefolkad. Det finns inga samhällen i närheten. 